# Korunk Könyvtára
Korunk Könyvtára: 1926-ban indított sorozat a Korunk kiadványok keretében Kolozsvárott. A folyóirat első szakaszára jellemző az eklekticista és radikális társadalmi állásfoglalás. Szerzői a Dienes László szerkesztette szemle törzsmunkatársai. Itt jelent meg a bécsi emigrációhoz tartozó Czakó Ambró Kereszténység és modern élet c. tanulmánya; Kassák Lajos konstruktivista programot megfogalmazó írása: Az új művészet él; Radóné Kempner Magda Integrállények c. regénye és Ligeti Ernő A páneurópai mozgalom c. füzete. A lap munkatársain kívül szerepel Keresztury Sándor Szlávok a háború után c. politikai esszéjével.